# 西科斯基飞机公司
，是美国一家飞机和直升机制造商，由俄罗斯裔美国飞行器工程师伊戈尔·伊万诺维奇·西科尔斯基于1923年创建。他设计了第一架稳定的单引擎可操纵直升机并于1942年开始大规模生产。1934年西科斯基公司成为联合飞行器与运输公司（后来成为联合技术公司）下的子公司。2015年7月20日，洛克希德·马丁宣布以90亿美元（税务减记后71亿美元）收购西科斯基。
西科斯基公司是美国的主要直升机制造商之一，目前其最著名产品为UH-60黑鹰。美国总统使用的直升机「海军陆战队一号」也一直使用西科斯基公司产品，目前海军陆战队一号机队由一架VH-3（H-3海王）和一架VH-60（UH-60黑鹰）组成。

## 飞机
- 西科斯基 S-29-A - 双引擎运输机，西科斯基在美国制造的第一种飞机。出现在霍华德·休斯的著名影片《地狱天使》中。
- 西科斯基 S-30 - 双引擎飞机，没有制造（1925年）
- 西科斯基 S-31 - 单引擎双翼机（1925年）
- 西科斯基 S-32 - 单引擎双座双翼机（1926年）
- 西科斯基 S-33 - 「信史」单引擎双翼机（1925年）
- 西科斯基 S-34 - 双引擎水上飞机原型（1927年）
- 西科斯基 S-35 - 三引擎双翼机原型（1926年）
- 西科斯基 S-36 - 8座双引擎水上飞机（1927年）
- 西科斯基 S-37 - 「守护者」8座双引擎双翼机（1927年）
- 西科斯基 S-38 - 8座双引擎水上飞机（USN PS年）（1928年 - 1933年）
- 西科斯基 S-39 - 5座单引擎版 S-38（1929年 - 1932年）
- 西科斯基 S-40 - 「飞行森林」4引擎28座水上飞机（1931年）
- 西科斯基 S-41 - 双引擎水上飞机（1931年）
- 西科斯基 S-42 - 「飞剪船」四引擎水上飞机（1934 - 1935年）
- 西科斯基 S-43 - 「小飞剪船」双引擎水上飞机（1935年 - 1936年）（Army OA-1, USN JRS-1）
- 西科斯基 S-44 - 四引擎水上飞机（1937年）
- 西科斯基 S-45 - 六引擎水上飞机（为泛美航空公司设计，但从未建造）

## 直升机
- 西科斯基 R-4 - 世界第一种投入生产的直升机（1940年）
- 西科斯基 H-5 - R-4的改良版（1943年）
- 西科斯基 S-51 - 世界第一种商用直升机（1946年）
- 西科斯基 S-52 - 全金属发动机的直升机（1947年）
- 西科斯基 S-55 - 多用途直升机（1949年）
- 西科斯基 S-56 - 双引擎直升机 H-37A Mojave（1953年）
- 西科斯基 S-58 - S-55改良版（1954年）
- 西科斯基 S-60 - "飞行起重机" 直升机的原型, 1961年坠毁（1959年）
- 西科斯基 S-61 - SH-3海王ASW，有多種衍生型號包含：HH-3「快樂綠巨人」（1959年）
- 西科斯基 S-62 - HH-52 “海警”水陆两用直升机（1958年）
- 西科斯基 S-64 - CH-54 Tarhe "飞行起重机"（1962年）
- 西科斯基 S-65 - CH-53海種馬、CH-53E超级种马起重直升机(1964，1974年）
- 西科斯基 S-67 - 攻击直升机原型（1970年）
- 西科斯基 S-69 - 无尾带反相螺旋桨的直升机原型（1972年）
- 西科斯基S-70直升機 - UH-60黑鹰，SH-60海鹰（1974年）
- 西科斯基 S-72 - 結合直升机與固定翼機特點的RSRA驗證机，目前為NASA研究机（1987年）
- 塞考斯基S-76精靈直升機 - 14座商用直升机（1977年）
- 塞考斯基 S-80 - CH-53E超級種馬出口版重型運輸直升機（1974年）
- 西科斯基S-92直升机 及军用型H-92
- 塞考斯基S-97襲擊者直升機 - 美國陸軍作戰需求的「武裝空中偵查計畫」的設計版本（2010年）
- 西科斯基 S-300 - (1964)
- 西科斯基 S-333 - (1992)
- 西科斯基 S-434 - (2008)
- 西科斯基 X2 - 雙翼概念認證機，使用對轉式旋翼與推進式螺旋槳(2008)

## 相關
- 1938年霍华德·休斯购买了一架S-43用于环球飞行。在电影中，霍华德·休斯教凱瑟琳·赫本飞行时使用的是S-38。
- S-70C黑鹰曾经是中國人民解放軍使用的唯一一种适合在西藏飞行的直升机。
- 2020年1月2日，中華民國空軍旗下的中華民國救護隊一架UH-60M黑鷹直升機，由臺北市松山區空軍松山基地飛往宜蘭縣蘇澳鎮東澳嶺雷達站途中，失事墜毀於新北市烏來區桶後溪溪谷，機上13名機組員及乘客中有8人死亡。